# Groupie Love
"Groupie Love" é uma canção da cantora e compositora estadunidense Lana Del Rey com a participação do rapper estadunidense ASAP Rocky, presente em seu quinto álbum de estúdio Lust for Life (2017). A canção foi lançada para download digital em 12 de julho de 2017, juntamente com "Summer Bummer" com a participação de ASAP Rocky e Playboi Carti, como singles promocionais devido a pré-venda do álbum. Em 28 de julho a faixa foi enviada para as rádios italianas, servindo como o quarto single oficial do álbum. A canção de gêneros pop e hip hop foi escrita por Del Rey, Rick Nowels e Rakim Mayers, com produção ficando a cargo de Del Rey, Emile Haynie, Rick Nowels, Kieron Menzies, Hector Delgado e Dean Reid.

## Análise da crítica
"Groupie Love" recebeu análises mistas dos críticos de música. Dan Weiss da Consequence of Sound criticou a contribuição de ASAP Rocky, dizendo que não "adiciona em nada" na faixa. Ana Gaca da Spin disse que "'Groupie Love' relega Rocky a um recurso de rap de terceiro verso padrão de uma canção pop, onde qualquer suposta química romântica cai por terra. Os refrões de Del Rey são quase exuberantes o suficiente para vender uma visão do hedonismo vintage, mas ela acaba tropeçando nos clichês que idolatra."
Matt F da HotNewHipHop disse que "Groupie Love" "captura uma vibração semelhante, suavemente distorcida, que sua música anterior fomentou ao longo dos anos." Alexa Camp da Slant Magazine disse que se comparada a "Summer Bummer", é mais uma canção pop com uma mentalidade retro com os vocais sonoros e suavizantes de Del Rey.

## Faixas e formatos
A canção foi disponibilizada apenas em formatos streaming e download digital, ambos contendo somente a gravação original.
| Streaming e download digital |                |         |  |
| N.º                          | Título         | Duração |  |
| 1.                           | "Groupie Love" | 4:24    |  |

## Créditos
Créditos adaptados do Tidal.
- Lana Del Rey – vocais, composição, produção
- ASAP Rocky – vocais, composição
- Rick Nowels – composição, produção, Mellotron, piano, sintetizador, programador de sintetizador, vibraphone
- Hector Delgado – produção, engenharia, teclado, baixo, bateria, percussão, sintetizador
- Kieron Menzies – produção, engenharia, teclado, bateria, mixagem, percussão, engenharia
- Dean Reid – produção, engenharia, baixo, mixagem, efeitos sonoros
- Trevor Yasuda – engenharia, teclado
- Patrick Warren – teclado, piano, cordas
- Zac Rae – teclado, guitarra elétrica
- David Levita – guitarra elétrica
- Berkay Birecikli – percussão
- Mighty Mike – efeitos sonoros

Gestão
- Publicado por Sony/ATV Music Publishing (ASCAP)
- Publicado por A$AP Rocky Music Publishing LLC/Sony/ATV Songs LLC (BMI)
- Publicado por R-Rated Music administrado por EMI April Music Inc (Global Music Rights)
- A$AP Rocky aparece como cortesia da A$AP Worldwide/Polo Grounds Music/RCA Records

## Desempenho nas tabelas musicais
| Tabela musical (2017)                                 | Melhor posição |
| ----------------------------------------------------- | -------------- |
| Estados Unidos (Billboard Alternative Digital Songs ) | 13             |
| França (SNEP)                                         | 141            |
| Nova Zelândia (RMNZ Heatseekers)                      | 8              |

## Histórico de lançamentos
| Região         | Data                | Formato                    | Gravadora  | Ref.  |
| -------------- | ------------------- | -------------------------- | ---------- | ----- |
| Estados Unidos | 12 de julho de 2017 | Download digital streaming | Interscope | [ 7 ] |
| Itália         | 28 de julho de 2017 | Contemporary hit radio     | Polydor    | [ 2 ] |